# Посольство Черногории в России
Посольство Черногории в Российской Федерации — официальная дипломатическая миссия Черногории в России, расположена в Москве на Якиманке на Мытной улице.
- Адрес посольства: Москва, 119049, ул. Мытная, д. 3, офис 1
- Тел.:(333) 230-18-65 (333) 230-18-76
- Факс: (333) 230-18-86

- Чрезвычайный и полномочный посол Черногории в Российской Федерации: Милорад Шчепанович (с 2020 года)

## Послы Черногории в России
- Миодраг Колевич (2007—2008), временный поверенный в делах Черногории в Российской Федерации
- Слободан Бацкович (2008—2011)
- Миодраг Колевич (2011—2012), временный поверенный в делах Черногории в Российской Федерации
- Зоран Йоцович (2012—2016)[1]
- Игор Йовович (2016—2018)[2]
- Рамиз Башич (2018—2020)
- Милорад Шчепанович (2020 — н. в.)